# Pararrhopalia
Pararrhopalia is een geslacht van wormmollusken uit de  familie van de Pruvotinidae.

## Soorten
- Pararrhopalia fasciata Salvini-Plawen, 1978
- Pararrhopalia pruvoti (Simroth, 1893)